# Balsamorhiza rosea
Balsamorhiza rosea là một loài thực vật có hoa trong họ Cúc. Loài này được A.Nelson & J.F.Macbr. mô tả khoa học đầu tiên năm 1913.